# Marca de Garantía Productes de l'Empordà

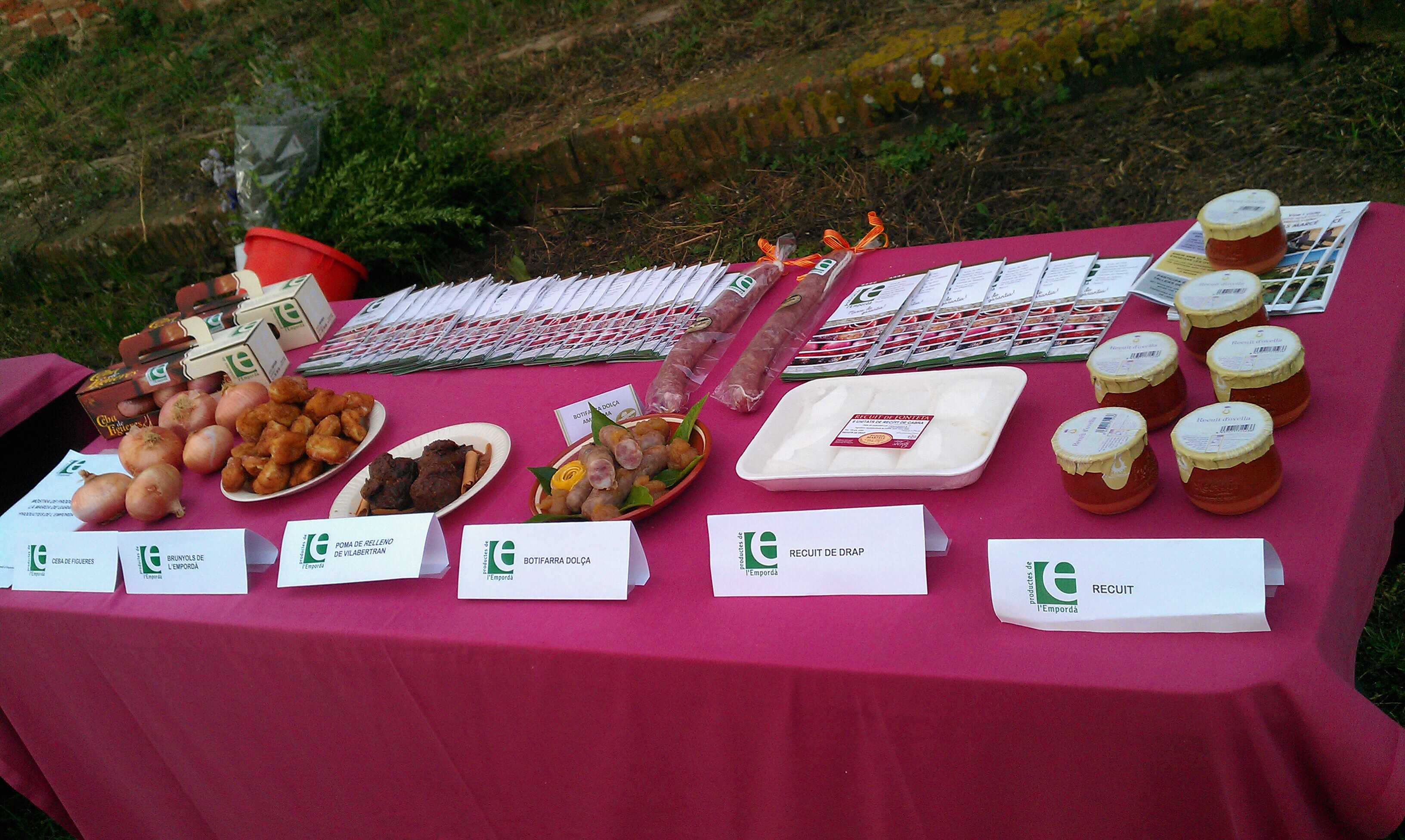
Mesa con productos adheridos a la Marca de garantía Productes de l'Empordà

Marca de garantía Productes de l'Empordà es una marca de garantía gestionada por los consejos comarcales del Alto y el Bajo Ampurdán y con el apoyo de un colectivo de productores, que tiene por objetivo personalizar y reconocer los productos típicos del Ampurdán y ayudar a promover su comercialización.  
La marca de garantía fue otorgada el mes de septiembre de 2003, y garantiza que todos los productos adheridos están producidos o elaborados, transformados y envasados en el Ampurdán, y según sus tradiciones. Los productores tienen que superar periódicamente los controles de un laboratorio alimentario que certifica su calidad en las diferentes fases del producto.  

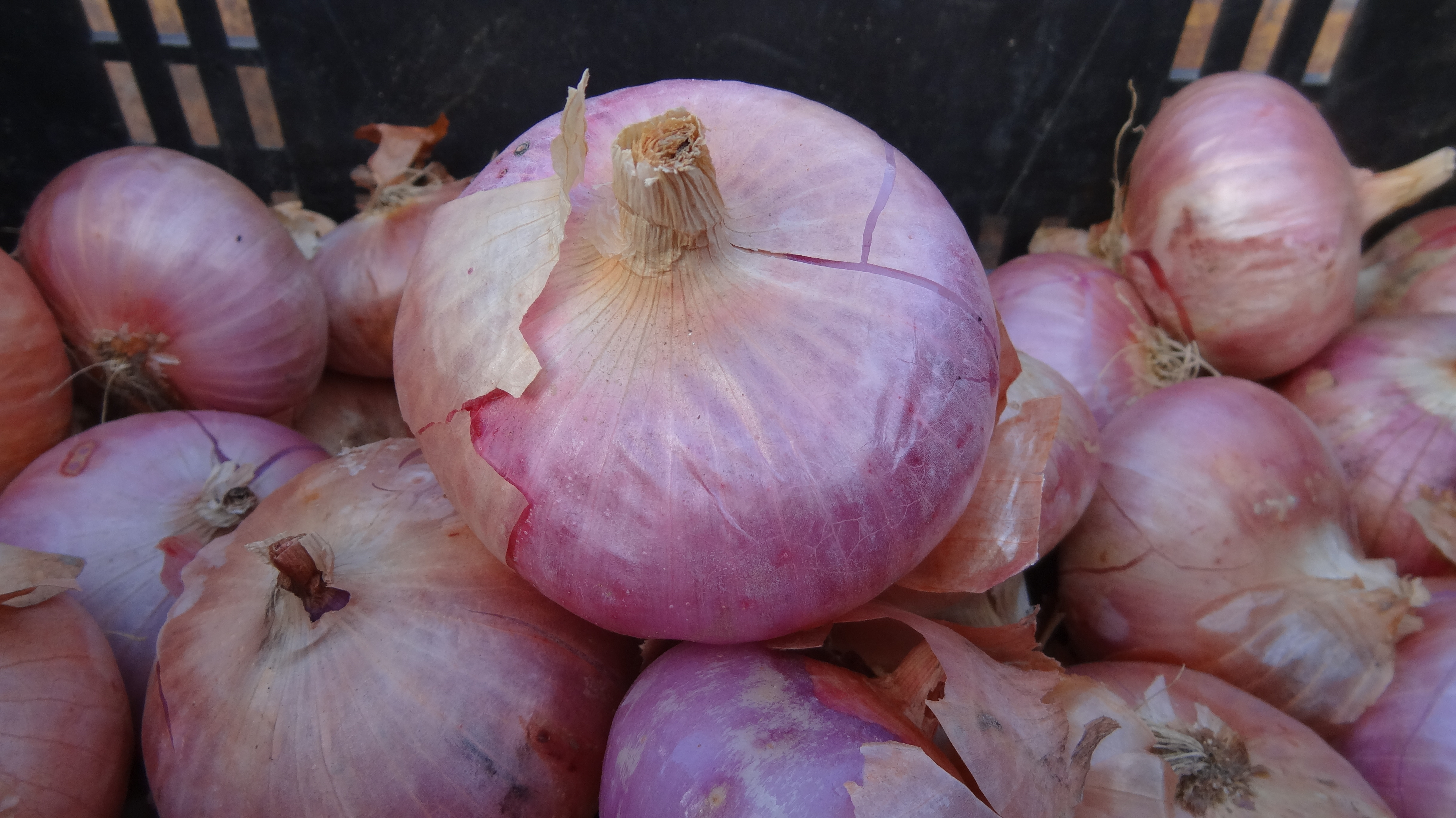
Cebolla de figueres, uno de les productos de Marca de Garantia Empordà

Los productos adheridos a la marca son:  
- Arroz de Pals;
- Butifarra dulce;
- Cebolla de Figueras;
- Buñuelos del Ampurdán (brunyols de l'Empordà);
- Manzana de relleno de Vilabertran;
- Requesón (conocido como recuit) y requesón de trapo (conocido como recuit de drap);
- Gamba de Palamós.